# FC Delta Tulcea
Fotbal Club Delta Tulcea byl rumunský fotbalový klub sídlící ve městě Tulcea. Byl založen v roce 2005, zanikl v roce 2013.

## Úspěchy
- Liga II ( 1x )
  - 2006/07
- Liga III ( 1x )
  - 2005/06

## Známí hráči
- Henry Chinonso Ihelewere
- Jean Christian N'Kongue
- Alexandru Mățel
- Ionuţ Peteleu
- Ştefan Ciobanu